# Tschechoslowakische Badmintonmeisterschaft 1980
Die Tschechoslowakische Badmintonmeisterschaft 1980 fand vom 15. bis zum 17. Februar 1980 in Chropyně statt.

## Sieger und Platzierte
| Disziplin    | Gold                             | Silber                           | Bronze                           |
| ------------ | -------------------------------- | -------------------------------- | -------------------------------- |
| Herreneinzel | Michal Malý                      | Ladislav Šrámek                  | Karel Lakomý                     |
| Herreneinzel | Michal Malý                      | Ladislav Šrámek                  | Miroslav Šrámek                  |
| Dameneinzel  | Jiřína Hubertová                 | Taťána Pravdová                  | Alena Nejedlová                  |
| Dameneinzel  | Jiřína Hubertová                 | Taťána Pravdová                  | Anna Konečná                     |
| Herrendoppel | Michal Malý Karel Lakomý         | Ladislav Šrámek Miroslav Šrámek  | Stanislav Kraus Miroslav Kokojan |
| Herrendoppel | Michal Malý Karel Lakomý         | Ladislav Šrámek Miroslav Šrámek  | Petr Lacina Vladimír Janda       |
| Damendoppel  | Alena Poboráková Taťána Šrámková | Alena Nejedlová Milena Hamralová | Alena Poboráková I. Beranová     |
| Damendoppel  | Alena Poboráková Taťána Šrámková | Alena Nejedlová Milena Hamralová | Anna Konečná Ľuba Saláková       |
| Mixed        | Michal Malý Alena Nejedlová      | Karel Lakomý Alena Poboráková    | Miroslav Šrámek Taťána Šrámková  |
| Mixed        | Michal Malý Alena Nejedlová      | Karel Lakomý Alena Poboráková    | Zbyněk Schwarz J. Zemanová       |